# 石存禮
石存禮（1471年—？），字敬夫，號來山，山東益都縣城里人。明朝政治人物。

## 生平
弘治二年（1489年）己酉科山東鄉試第七十三名。弘治三年（1490年）庚戌科進士。授行人司行人，升南京戶部員外郎。官至绍兴府知府。致仕歸鄉後，家居三十餘年，唯耕讀課子。與劉珝之孫劉淵甫、劉澄甫，以及馮裕、黃卿、陳經、楊應奎等八人結“海岱詩社”，其詩由馮琦集為《海岱會集》十二卷。

## 家族
曾祖石景文；祖父石瑛，吏目；父石銘，府通判。母王氏。具庆下。兄存仁。有孫石茂華，官至三邊總督。